# Mello Castro González
José Santos Castro González (Valledupar, 2 de enero de 1983), cambió su nombre de pila a su apodo oficialmente "Mello Castro González", es un administrador de empresas y político colombiano, exconcejal de Valledupar, exdiputado de la Asamblea del Cesar, y actual alcalde de Valledupar.

## Familia
Nació en la ciudad de Valledupar el 2 de enero de 1983, en el hogar de Juan Manuel Castro, "Juancho Castro" y Martha González Sánchez. Tiene un hermano mellizo, José Guillermo Castro González, y dos hermanas Mónica María y Josefina.
Por el lado paterno su abuelo fue el dirigente político cesarense José Guillermo Castro. Su abuelo materno fue el patriarca guajiro Santos González, "El Pollo González", famoso comprade de Diomedes Díaz que inmortalizó en sus canciones, y que luego fue secuestrado y asesinado por la guerrilla del Ejército de Liberación Nacional (ELN). Sus tíos por parte materna Luis Ángel "El Papillo" y Luis Fernando González Sánchez, "Nando González" también murieron asesinados, este último por órdenes del sicario Marquitos Figueroa, según el periodista Gonzalo Guillén. Es primo hermano de la Señorita Cesar 2005, Claudia Margarita González Dangond. Es primo del exconcejal de Valledupar, Pepe Yamín Castro. Por su lado paterno es pariente de los hermanos Álvaro Araújo Castro, Sergio Araújo Castro y María Consuelo Araújo Castro. 
Contrajo matrimonio con Laura Sierra y tienen una hija llamada Raquel Castro Sierra.

## Educación
Castro González estudió en el Colegio Bilingüe de Valledupar y estudió administración de empresas en la Pontificia Universidad Javeriana. Tiene especializaciones en Diseño y Formulación de Proyectos de la Universidad del Norte de Barranquilla y también es especialista en Gestión Pública de la Escuela Superior de Administración Pública (ESAP).

## Trayectoria política

### Concejal de Valledupar (2012-2015)
Castro González dice que decidió dedicarse a la político por admiración a la trayectoria política de su abuelo "Pepe" Castro, por lo que se lanzó al Concejo de Valledupar para el periodo 2012–2015, tras conseguir el mayor número de votos en las Elecciones regionales de Colombia de 2011.

### Diputado de la Asamblea Departamental del Cesar (2016-2019)
Para las Elecciones regionales de Colombia de 2015 aspiró a ser diputado de la Asamblea Departamental del Cesar para el periodo 2016 y 2019 resultando electo.

### Alcalde de Valledupar (2020-Actualidad)
Para las Elecciones regionales de Colombia de 2019, Castro renunció a la Asamblea del Cesar para poder aspirar a la alcaldía de Valledupar. 
En las elecciones a la alcaldía, Castro se enfrentó al candidato apoyado por el entonces alcalde Tuto Uhía,  Ernesto Orozco. También participaron en la contienda electoral el abogado Evelio Daza, Jesús España, Miguel Morales, Alain Jiménez, y el exalcalde de Valledupar Fredys Socarrás.
Las elecciones regionales en Colombia, por ende a la alcaldía se llevaron a cabo el 27 de octubre de 2019, y Castro resultó elegido por el Partido de la U con 71.159 votos y en segundo lugar Ernesto Orozco, de la coalición Por Ti Valledupar con 68.817 votos. Castro además contó con el apoyo del clan Gnecco Cerchar, con el senador José Alfredo Gnecco, y del el representante a la Cámara, Chichí Quintero Romero.
Castro tomó posesión del cargo el 1 de enero de 2020.

#### Gabinete
Castro nombró en su gabinete a las siguientes personas:
- Secretario de Gobierno: Luis Enrique Galvis Núñez.
- Secretario de Educación: Iván Arturo Bolaño Baute.
- Secretaria de Salud: Lina María de Armas Daza.
- Secretario de Hacienda: Carlos Alfonso Araújo Castro.
- Secretario General: Margaret Carolina Arzuaga Mendoza.
- Secretaria de Talento Humano: Cilia Rosa Daza Gutiérrez.
- Secretaria de Obras: María Raiza Fuentes.
- Secretario de Tránsito y Transporte: Roberto Carlos Daza Guerrero.
- Asesor de Despacho: José Javier Zequeda.
- Asesor de Despacho: José Alejandro Fuentes.
- Asesor de Despacho: Rafael Nicolás Maestre.
- Oficina de Prensa: Árnol Murillo.
- Oficina de Cultura: Carlos Luis Liñán Pitre.
- Oficina de Planeación: Cecilia Rosa Castro Martínez.
- Oficina de Gestión Social: Karen Vanessa Estrada Vanegas.
- Comercializadora Mercabastos: María Angélica González Oñate.
- Hospital Eduardo Arredondo Daza (HEAD): Hólmer Jiménez Ditta.
- Fondo de Vivienda de Interés Social y Reforma Urbana (Fonvisocial): Lilybeth Ramírez Mendoza.
- Terminal de Transporte de Valledupar: Luis Eduardo Calderón Fuentes.
- Instituto Municipal de Deporte y Recreación (Indupal): Jailer Pérez García.
- Empresa de Servicios Públicos de Valledupar (Emdupar): Rafael Nicolás Maestre.